# سارماگ دوم ایبری
سارماگ دوم (گرجی: საურმაგ II با نام لاتینی Sauromaces)، از خسرویانی‌ها، پادشاه ایبری (کارتلی، گرجستان شرقی) از ۳۶۱ تا ۳۶۳ و یک دیارش از ۳۷۰ تا ۳۷۸ بود. هرچند که او توسط سنت تاریخی گرجستان نادیده گرفته شده، اما توسط مورخ قرن چهارم امپراتوری روم، آمیانوس مارسلینوس، از او یاد شده‌است. او نخستین پسر کشیش دوم سالومه و برادر تردات از ایبری بود.
به نظر می‌رسد سارماگ در سال ۳۶۱ پس از مرگ جد پدری خود، میریان سوم، نخستین پادشاه مسیحی ایبری شده و سیاست طرفداری روم را در پیش گرفت. او در سال ۳۶۳ توسط شاپور دوم پادشاه ساسانی برکنار شد و آسپاگورس دوم (وراز-باکور) به جای او گماشته شد. آسپاگورس دوم، عموی پدری سارماگ بود. دست‌اندازی‌های ساسانیان در قفقاز سرانجام با واکنش رومیان روبرو شده و سپس در سال ۳۷۰، امپراتور روم والنس، دوازدهمین لژیون - نزدیک به ۱۲۰۰۰ تن - را به رهبری ترنتیوس فرستاد تا سارماگ را در استان‌های غربی ایبری در نزدیکی‌های ارمنستان و لازیکا، در حالی که جانشین آسپاگورس بود، بازگرداند، در حالی که مهرداد سوم ایبری، جانشین آسپاگورس، اجازه داشت تا کنترل بخش شمال شرقی پادشاهی را حفظ کند. این معامله توسط شاپور به رسمیت شناخته نشد و شاپور آن را زمینه‌ای برای جنگ دانست و در آغازین روزهای سال ۳۷۱ جنگ در برابر روم را از سر گرفت.. با این حال، در سال ۳۷۸، در جنگ گوتیک، روم را مجبور به ترک سارماس کرد؛ هرچند قلمرو او می‌بایست وجود داشته بود، چرا که ایبری به‌طور کامل یا کمابیش به شاهنشاهی ساسانی رسید.